# Rimaia

Secció transversal d'un circ de glacera mostrant la rimaia ("bergschrund" en anglès/alemany)

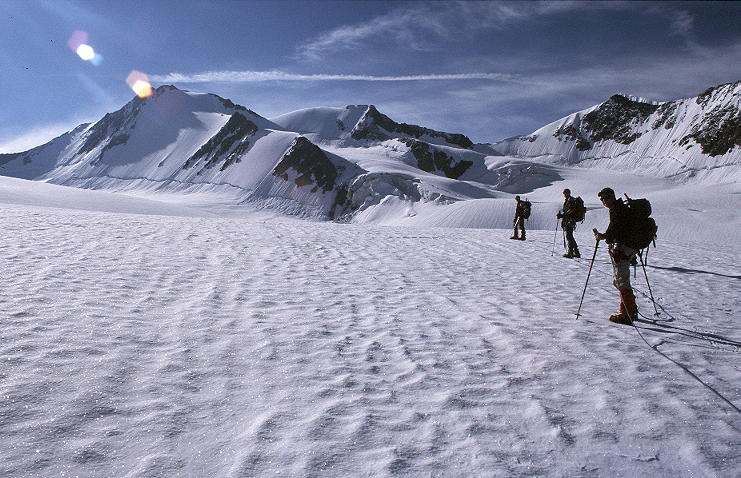
Una rimaia—esquerda llarga al peu del pendent de la muntanya— als Alps d'Ötztal

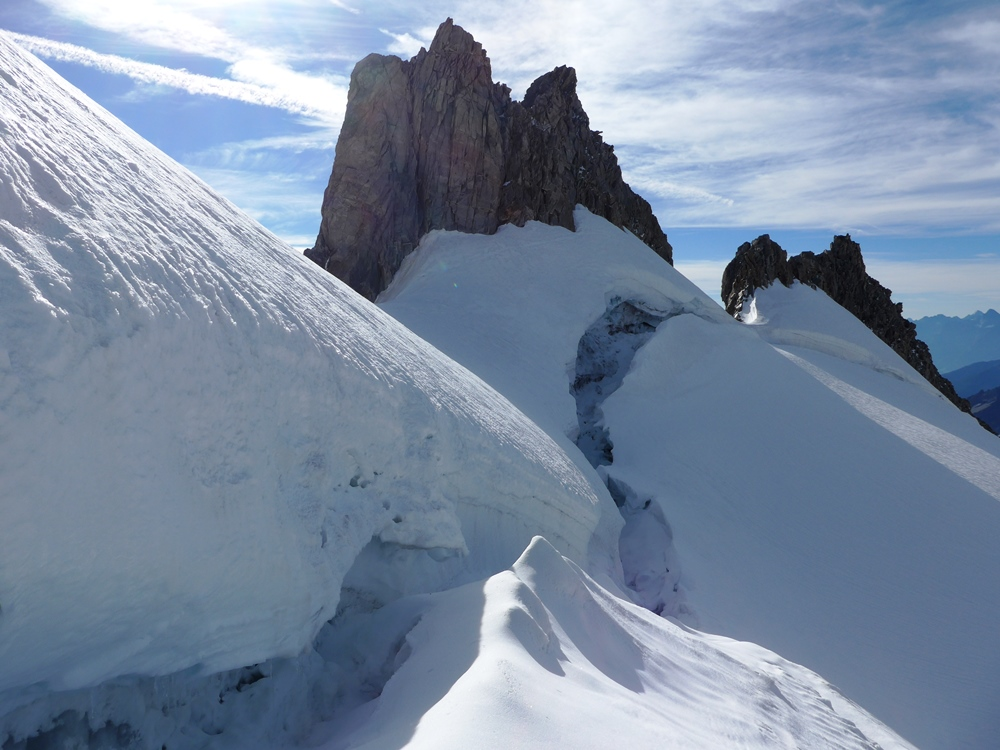
Rimaies obertes al Mont Dolent

Una rimaia és una escletxa estreta i profunda d'un circ glacial situada entre el gel d'una glacera de muntanya i la paret rocosa (o el gel estàtic) que s'hi troba a sobre. És sovint un obstacle seriós per als alpinistes.
En un circ glacial, la rimaia se situa a la part posterior paral·lela a la paret del fons del circ. En una glacera longitudinal, la rimaia es troba a la part superior final de la glacera amb un angle dret respecte del flux de la glacera. És causada pel flux cap avall de la glacera.
Les rimaies arriben fins al llit rocós de la glacera i poden tenir una fondària superior als 100 metres. En hivern, la rimaia és sovint coberta per neu de les allaus de la muntanya. Les rimaies s'obren a la fi de l'estiu a causa de la fusió de la neu.
En anglès i alemany sovint hom diferencia entre la rimaia "bergschrund" i la rimaia "randkluft", que és la crevassa present entre la glacera i la paret rocosa del circ glacial. El "randkluft" apareix per la fusió del gel deguda a la temperatura superior de la cara rocosa.
A la ruta del coll sud per assolir la cima de l'Everest, hi ha una profunda rimaia a la part inferior de la cara del Lhotse, separant-ne els camps II i III de la via.